# Kościół Niepokalanego Poczęcia Najświętszej Maryi Panny w Wiejkowie
Kościół Niepokalanego Poczęcia Najświętszej Maryi Panny w Wiejkowie – kościół zbudowany w latach 1840–1842, położony w Wiejkowie, w gminie Wolin, w powiecie kamieńskim, w województwie zachodniopomorskim. Jest kościołem filialnym parafii w Wolinie.

## Opis
Kościół orientowany, wybudowany z cegły na rzucie prostokąta. Wchodzi się do niego przez ostrołukowy portal, ostrołukowe są również okna. Pokryciem budynku jest dach dwuspadowy. Kilka metrów od świątyni stoi metalowa dzwonnica z czasów współczesnych.
Na środku prezbiterium pomiędzy dwoma oknami znajduje się drewniany krzyż, a na nim figura Jezusa Chrystusa. Po prawej jest figura Matki Boskiej Niepokalanej, a po lewej tabernakulum.